# Сміхотерапія
Сміхотерапія або гелотологія (від грец. «gelos» — сміх + «θεραπεία» — лікування) — наука, яка досліджує вплив сміху на людський організм. Одночасно сміхотерапію визначають як напрям соціальної психології, який розвивається як засіб впливу на особистість для зняття напруження, стресу та здійснюється під час проведення тренінгів та спільних вправ з використанням сміху.
Сміхотерапія  — один із найпопулярніших видів сучасної арт-терапії, що застосовується як для лікування дітей віком від 2 місяців (тобто тих, хто вже вміє сміятися), так і дорослих.